# Mesosa bifasciata
Mesosa bifasciata är en skalbaggsart som beskrevs av Stefan von Breuning 1938. Mesosa bifasciata ingår i släktet Mesosa och familjen långhorningar. Inga underarter finns listade i Catalogue of Life.